# Península de Kanin

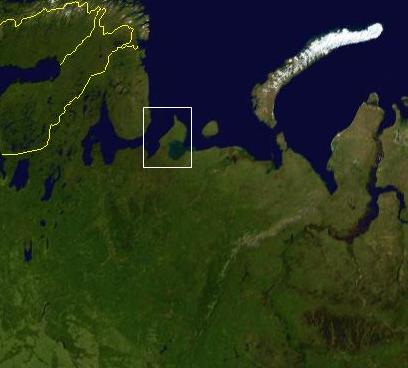
Situació de la península de Kanin al nord de Rússia

La península de Kanin (en rus Канин полуостров, Kanin poluóstrov) és una gran península situada al districte autònom de Nenètsia (Rússia). Ocupa une superfície de 10.500 km² i s'estén en direcció nord uns 300 km.
Està envoltada per la mar Blanca a l'oest i per la mar de Barentsz al nord i a l'est, entre les badies de Mezèn i Txioixa respectivament.
És un territori pla, cobert de vegetació de tundra. L'escassa població hi viu de la cacera, la cria de rens i, al litoral, de la pesca. La vila costanera de Xoina (Шойна), amb uns tres-cents habitants, n'és una de les poques pobles.
S'hi ha observat vint-i-nou espècies de papallones a la tundra del bosc i catorze espècies a la tundra hipoàrtica.